# Brachodes rhagensis
Brachodes rhagensis is een vlinder uit de familie Brachodidae. De wetenschappelijke naam van de soort is voor het eerst geldig gepubliceerd in 1869 door Julius Lederer.